# بوئینگ ایکس‌پی-۱۵
بوئینگ ایکس‌پی-۱۵ (به انگلیسی: Boeing XP-15) یک هواپیمای جنگندهٔ ساختِ بوئینگ در کشور ایالات متحده آمریکا است. نخستین استفاده‌کنندهٔ این هواپیما تفنگداران هوایی ارتش ایالات متحده آمریکا بوده‌است. این هواپیما در ۳۰ ژانویه ۱۹۳۰ میلادی نخستین پرواز خود را انجام داد.